# Nyssa ogeche
Nyssa ogeche är en kornellväxtart som beskrevs av Bartr. och Humphry Marshall. Nyssa ogeche ingår i släktet Nyssa och familjen kornellväxter. Inga underarter finns listade i Catalogue of Life.

## Bildgalleri

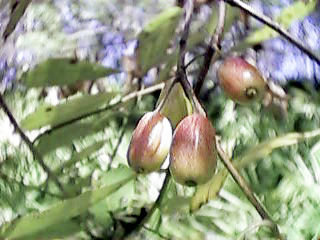